# Viharsarok
Viharsarok è un film drammatico ungherese, uscito nel 2014. È stato presentato al 64º Festival internazionale del cinema di Berlino.
Il titolo del film fa riferimento al Viharsarok, una regione geografica dell'Ungheria il cui nome significa letteralmente "angolo delle tempeste"; in inglese il film è stato distribuito con il titolo di Land of Storms ("terra delle tempeste").

## Trama
Szabolcs è un giovane ragazzo ungherese che gioca in una squadra di calcio tedesca; l'allenamento troppo duro e una lite con il suo amico Bernard, però, lo inducono a lasciare la strada e a tornare in Ungheria. Lì, cercando di dare un nuovo inizio alla sua vita, comincia ad allevare api nella vecchia fattoria di suo nonno. Lì incontra Áron, un apprendista muratore di un villaggio vicino, con cui stringe amicizia; i due ristrutturano la cadente fattoria, e ben presto s'innamorano l'uno dell'altro.
Mentre però Szabolcs accetta senza troppi problemi il suo orientamento sessuale, Áron ha molti più problemi: come se ciò non bastasse, gli altri paesani scoprono la cosa, cominciando a bullizzare Áron, e la sua stessa madre gli volta le spalle. In tutto questo, alla fattoria arriva anche Bernard: il ragazzo confessa a Szabolcs di essere attratto da lui, e cerca di convincerlo a tornare con lui in Germania. I tre ragazzi vivono assieme per alcuni giorni, ma alla fine, all'ultima insistenza di Bernard, Szabolcs rifiuta di lasciare Áron da solo nel chiuso e intollerante ambiente della campagna ungherese, e Bernard se ne va.
Ciononostante, Áron non riesce ad accettare di essere gay; tornato da Szabolcs, gli dice di essere convinto che sia stato lui a farlo diventare così, al che l'altro ragazzo gli rivela di essere rimasto solo per lui. I due hanno allora un altro rapporto, durante il quale Áron pugnala Szabolcs al cuore, e fugge dalla fattoria lasciandolo lì a morire.

## Ispirazione
Császi ha affermato di aver tratto l'idea per il film da un reale caso di cronaca nera avvenuto in Ungheria, in cui una coppia di uomini gay (uno dei due calciatore) è stata uccisa da un terzo uomo a colpi d'accetta; lo svolgimento dei fatti nel film è stato cambiato perché troppo brutale.